# Щукин, Пётр Иванович
Пётр Иванович Щукин (18 февраля (2 марта) 1853, Москва — 12 (25) октября 1912, Москва) — русский коллекционер, создатель Щукинского музея.

## Биография
Родился 18 февраля (2 марта) 1853 года в купеческой старообрядческой семье известного в Москве фабриканта — Ивана Васильевича Щукина (17.01.1817 - 2.12.1890). В семье было одиннадцать детей: семь сыновей и четыре дочери. Его братья: Дмитрий, Николай, Иван и Сергей Щукины.
Вместе с братом Николаем он учился в пансионе Гирста в Петербурге, окончив который в 1871 году, мечтал поступить в университет, но был отправлен отцом в Берлинское практическое торговое училище. В Берлине в свободное время посещал лекции по физике Гельмгольца. По окончании училища работал в торговом доме Абельсдорфа и Майера в Берлине, а с весны 1874 года — на ткацкой фабрике Савена и Барраля в Лионе. Изучал производство шёлковых тканей. Материальную помощь от родителей практически не получал, вёл спартанский образ жизни. В 1876 году получил место в комиссионерском доме Warburg в Лионе с жалованьем в две тысячи франков. Именно в Лионе он начал коллекционирование — собирал французские книги и портреты известных личностей.
Летом 1878 года вернулся в Москву, а в декабре 1878 года его отец основал торговый дом «И. В. Щукин с сыновьями», куда он вошёл вместе с братьями Николаем и Сергеем. Специфические торговые интересы — торговля тканями — определили на начальном этапе его собирательской деятельности и предмет коллекционирования: он скупал для своей коллекции персидские ковры, изделия японских, китайских и индийских мастеров. В своих «Воспоминаниях» он писал:

Вообще на Нижегородской ярмарке сделал я почин по собиранию предметов Востока, точно также, как потом сделал почин по собиранию старинных русских вещей, купив так же серебряный жалованный ковш Яицкого войска.

В августе 1907 года П. И. Щукин женился на 33-х летней Марии Ивановне Пономарёвой (урождённой Вагнер), у которой было два сына от первого брака: Николай и Георгий. Для проживания семьи Щукин в 1908 году снял квартиру в Мансуровском переулке.
Умер 12 (25) октября 1912 года от гнойного аппендицита и был похоронен на кладбище Покровского монастыря.

## Щукинский музей
С начала 1890-х годов его захватило коллекционирование памятников отечественной истории. Щукин приобретал старинные предметы не только на ярмарках в Нижнем Новгороде, Киеве и других городах России, но и у антикваров Европы, о чём свидетельствует его переписка.
В 1891 году, после смерти отца, он решил переехать в собственный дом и приобрёл участок площадью около 1 гектара («Всё владение площадь в 2022 кв. сажени.») по Малой Грузинской улице, где планировал разместить своё разросшееся собрание. Для проектирования музейного здания он пригласил архитектора Б. В. Фрейденберга. В «Музей российских древностей», постройка которого была начата в мае 1892 года, а окончена в сентябре 1893 года, туда вошли собранные Щукиным старинные гравюры, предметы персидского и японского искусства, а также русской старины.
В начале XX века большое распространение получили выставки-продажи предметов из частных коллекций, на которых Щукиным были приобретены как целые собрания — Г. А. Брокара, Г. Д. Филимонова, В. Г. Сапожникова, М. И. Тюлина, А. В. Комарова, — так и отдельные предметы из коллекций кн. В. А. Долгорукова, кн. Л. С. Голицына, А. А. Мартынова, А. О. Карелина, К. С. Мазырина.
В 1897—1898 годах по проекту и под наблюдением архитектора А. Э. Эрихсона было возведено новое здание музея и ограда с парадным входом. Напротив нового здания, в 1905 году архитектор Ф. Н. Кольбе построил из красного кирпича одноэтажный музейный склад.
В 1905 году Щукин подарил свою богатую коллекцию Российскому Историческому музею в Москве. После оформления дарственной, 20 мая 1905 года, коллекция Петра Щукина из более чем 300 тысяч предметов стала называться «Отделение имп. Российского исторического музея им. имп. Александра III — Музей П. И. Щукина». За этот дар П. И. Щукин был удостоен звания действительного статского советника. До конца жизни он оставался попечителем своего музея, продолжая содержать его и пополнять коллекции.

## Музейная коллекция
Богато иллюстрированное описание коллекции Щукин начал издавать в 1895 году; всего за период 1895—1912 гг. им было издано 13 сборников и книг в количестве 45 томов:
- «Краткое описание Щукинского музея в Москве» (М., 1895);
- «Опись старинных вещей П. И. Щукина» (составлена П. И. Щукиным и Е. В. Фёдоровой, М., 1896, часть I; II часть, 1896);
- «Опись старинных славянских и русских рукописей, собранных П. И. Щукиным» (составленная А. И. Яцимирским , I выпуск, М., 1896; II выпуск, 1897);
- «Сборник старинных бумаг, хранящихся в музее П. И. Щукина» (10 частей, М., 1896—1902),
- «Азбучный и хронологический указатели к шести частям Сборника старинных бумаг» (М.; 1900);
- «Бумаги, относящиеся до Отечественной войны 1812 г.» (10 частей, М., 1897—1908);
- «Recueil de lettres et documents manuscrits anciens de la collection de Pierre Stschoukine à Moscou» (М., 1897);
- «Русские портреты собрания П. И. Щукина в Москве» (4 выпуска, М., 1901—1903);
- «Щукинский сборник» (1-й вып., М., 1902).

Все книги выходили в количестве 200 экземпляров; в продажу не поступали и не подвергались цензуре, а высылались Щукиным в библиотеки и знакомым.
В настоящее время восточная коллекция П. И. Щукина представлена в Музее Востока.